# Cinémathèque de Berne
La cinémathèque de Berne, appelée en allemand Lichtspiel, est une cinémathèque suisse, basée à Berne, dont les missions sont la préservation, la restauration et la diffusion du patrimoine cinématographique.

## Historique
L'association ne prend pas seulement soin de l’héritage de M. Ritschard, qui comprend plus de 100 projecteurs et 500 films. Elle développe aussi une vraie cinémathèque : des films et d’autres matériaux cinématographiques sont sauvés de la dégradation ou de la destruction et sont réparés.
Ils sont conservés de façon appropriée et mis à la disposition du public. Environ 15 000 bobines de films sont stockées dans une salle réfrigérée : actualités, publicités, films documentaires et musicaux, dont quelques copies uniques et certaines raretés, ainsi que de nombreux films amateurs.
La cinémathèque est inscrite dans la liste des biens culturels d'importance nationale.